# Bauernwiese
Bauernwiese ist eine Insel im Fluss Havel in der Stadt Rathenow gelegen. Sie wird durch den Hauptarm des Flusses und den Nebenarm Stremme oder Rathenower Stremme gebildet und ist von der südlichen Nachbarinsel Stremmewiese durch einen Graben getrennt.